# 大圣王朝
大圣王朝，亦称大圣天朝、大圣朝。是指1986年至1988年期间在山东安丘县（今安丘市），由青华圣教创始人曹秀花为首成立的一个秘密结社政权。

## 成立经过
安丘县景芝镇启文村农民曹秀花早先曾为妇女队长，自1982年开始，自称其是“玉皇大帝的三闺女”——“三姑”下凡，以“下神治病”为名，通过为人看病不受礼金，佯装行善救人等手段来笼络人心，借机广收弟子、义子、义女，建立青华圣教（“青”字取“自老中青都要”之意，“华”字取自中华人民共和国之意，“圣”字取“神圣不可侵犯”之意），先后发展成员近400名，图谋“改朝换代”。
曹秀花为筹备登基，3次去北京考察，详细观看北京故宫及历代皇帝衣、食、住、行等情况，购买凤冠、朝靴，定做凤袍，刻制“圣朝大印”。1986年10月12日（农历九月初九日），曹秀花在其信徒王有声家院落中举行“大圣王朝圣主”登基仪式，自称“圣朝女皇”（简称“圣皇”），接受弟子朝拜，正式登基称帝，并取“纠正乾坤”之意，建年号“正坤”。曹秀花还在仪式上发表事先准备好的演说，内容为：
|  | 我立下凌云壮志，永不负天意，救国救民，永不负天意，除恶惩邪！我对天盟誓，做一个名副其实的圣主，善救万民，普度众生，以德化天下，让真人善人得到幸福，万民乐业，五谷丰登，十分善信。 |

为拢络人心，曹秀花将手下的骨干分子先后加封为丞相、大臣等，其中包括护国军师张金健，左丞相“大庞”，右丞相乔有运，吏部尚书李愚，武臣王有声、王玉安，龙眼赵金山，凤眼韩天起，御史“大赖”等人。随后其骨干成员王玉安又献出用灰色石料质地刻制而成的“圣朝大印”和“曹正坤印”，并举行了“祭印”活动。
曹秀花登基后，开始与其党羽积极策划在中国国内制造混乱局势，以便能够趁机“乱中夺权”。1986年冬天，曹秀花指使其手下散布要有大灾降临的谣言，宣称1987年是“大灾之年”，农历三月初三日（公历3月31日）玉皇大帝万岁生辰那一天，凡是入青华圣教者只有到其家院落中祭天庆寿才可免覆灭之灾。致使安丘县景芝镇启文村、河崖村，高密县注沟乡等地人心不安。曹秀花于当年三月初三日夜间，在自家院落中竖起两根灯笼杆，在两边红灯笼上分别书写“大圣”和“正坤”四个大字，召集近千名信徒进行集会，举行祭天庆寿活动。至1987年春，曹秀花已发展道徒380余人。曹秀花随后又指使其手下在信徒中宣称龙年（1988年）春节（公历2月17日）只要连续过两个年就可免灾。戊戌年春节逢小进，腊月二十八、二十九（公历2月15日、16日）两天都要过除夕，致使当地信徒在这两日连续两天两夜过年庆贺，鞭炮声不绝于耳。
曹秀花还指使手下人炮制了“朝纲”、“教纲”、“圣朝军令十条”、“圣朝宫规军令”、“圣朝歌曲”和“圣知”等，并制作了“敬天信仙”、“神圣敬天”、“圣朝万岁”、“明君坐殿、政通天下” 等27种、400多面旗帜，印制了“告真民书”、“中国出圣主”、“大圣朝口号”等反动传单5000多张。经过长期的密谋策划，曹秀花及其骨干分子认为“改朝换代”，“进京登基坐殿”的时机和条件已经成熟，于1988年8月2日晚，组织召开名为“内阁近臣会议”的紧急行动会议，原定由60名骨干成员参加，实到16人。会上决定每2人为一行动小组，共9组，每组由组长领头分赴北京、上海、沈阳、长春、四平、福州、南昌、西安、宝鸡、重庆、青岛、烟台、潍坊、济南等14个城市进行秘密串联，计划于8月8日凌晨3时同时散发并张贴传单、悬挂旗帜，建立“圣朝”。随后由曹秀花公布各行动小组人员名单、并布置相应的具体任务。其中派往北京的行动小组由王有声任组长，计划除张贴90张传单外，还要把16面红旗插上天安门城楼。派往西安的行动小组由李愚任组长，计划除张贴90张传单外，还要把16面红旗插遍西安的主要高大建筑物等。

## 覆灭
1988年8月5日（一说8月6日），原计划奔赴西安的行动小组组长李愚与其同伙“玉兰”2人在潍坊买好于当晚发车的车票后，在白天分头活动期间，由于李愚在板桥山公园内休憩时随身携带的传单、旗子等物品不慎被当地负责维护潍坊国际风筝招商节治安秩序的联防队员王志强和马有臣发现并查获，随即被扭送至当地公安机关接受调查。潍坊市公安机关在对这一行动小组的2名成员进行连夜突审，掌握了他们的行动计划后，紧急将有关情况向上级进行汇报。山东省公安厅接到报案后十分重视，分管厅长和有关业务处的主要负责人火速赶到现场指导破案，同时通知了烟台和附近相关的几个市，地公安机关，并电告公安部请求北京、沈阳等有关市的公安机关协助查缉罪犯。8月6日，青岛市公安机关通过巡逻，查获了2名携带传单、旗子的青华圣教骨干成员。烟台市公安局迅速部署工作，组织大批公安干警、武警指战员和治安积极分子，加强巡逻和守候，8月7日晚查获了潜往该地的2名青华圣教骨干成员。北京、沈阳两市的公安机关，按照公安部的部署，组织数千名公安干警进行查缉，先后抓获了4名青华圣教骨干成员。潍坊、青岛、烟台、北京、沈阳等市的公省干警密切配合，经过紧张的收捕、实审、内查外调等大量工作，于8月8日凌晨将曹秀花抓获，几乎在同一时间，各个行动小组成员亦纷纷在全国各地落网，其他青华圣教的骨干成员也相继被抓获归案。
后经审查和调查证实，青华圣教组织，活动范围涉及到山东省潍坊、青岛2市的4个市、县，总计发展教徒382名，其中包括党政干部、企业干部和部队离退休干部，还包括现役军人、中小学教师等。青华圣教潜伏活动时间之长，参与人员之多，涉及面之广，是中华人民共和国建国以来在山东省所罕见的。
1990年4月15日，曹秀花被潍坊市中级人民法院判处死刑，剥夺政治权利终身，其他成员也分别受到判处。